# 1983 LC
1983 LC är en jordnära asteroid upptäckt den 13 juni 1983 av de båda amerikanska astronomerna Eleanor F. Helin och R. Scott Dunbar vid Palomarobservatoriet.
Asteroidens omloppsbana ligger som närmast bara 3,5 miljoner kilometer från jordens omloppsbana, så nära passager är dock ovanliga.
År 2021 passerade asteroiden på ett avstånd av 27 milj kilometer. I december 2025 kommer den passera jorden på ett avstånd av 74 milj kilometer. År 2076 på 9,6 milj km och år 2097 på bara 5,1 miljoner kilometers avstånd.
Med den utsträckta omloppsbanan och den låga banlutningen kommer asteroiden stundtals nära även planeterna Venus, Mars och Jupiter.